# 창원 웅천읍성
창원 웅천읍성(昌原 熊川邑城)은 대한민국 경상남도 창원시 진해구 성내동에 있는 읍성이다. 1974년 12월 28일 경상남도의 기념물 제15호로 지정되었다.

## 현지 안내문
읍성이란 군이나 현의 주민을 보호하고, 군사적·행정적인 기능을 함께하는 성을 말한다.
경상남도 진해시 성내동에 있는 평지성으로, 조선 세종 21년(1439)년에 만들어진 것이다. 이곳은 1407년 일본과의 관계유지를 위한 목적으로 항구를 열어 무역을 하던 곳인데, 일본인의 불법이주가 많아지자 이를 막고 읍면을 보호하기 위하여 읍성을 쌓았다.
문종 원년(1451)에는 왜구의 침입을 막기 위해 동·서·북에 수로를 만들어 성 일부를 확장하였다. 중종 5년(1510)에는 삼포왜란으로 일시 함락되기도 하였고, 임진왜란 때에는 고니시 유키나가가 이곳에 머물기도 했다.
현재는 성의 동벽과 서벽만, 동문터, 서문터와 함께 완전하게 남아 있으며, 동문터의 너비는 4m이다. 서벽과 남벽은 그 일부가 남아있고 북벽은 철거되었다. 성벽의 기초가 되는 부분에는 네모진 돌을 쌓았으며, 그 위에 사각형 또는 삼각형의 돌을 위로 올라갈수록 작은 모양이 되게 쌓았다. 벽면은 땅과 수직으로 쌓았으며 큰 돌 사이사이에는 작은 돌을 끼웠다.
2011년 동문인 견룡루와 동측 성벽과 남측 성벽 일부가 복원되었다. 현재 남아 있는 총 길이는 500m, 동벽 북단의 남쪽 100m 쯤에 누각이 있던 자리도 남아 있다.

## 참고 자료
- 창원 웅천읍성 - 국가유산청 국가유산포털